# 银塔餐厅

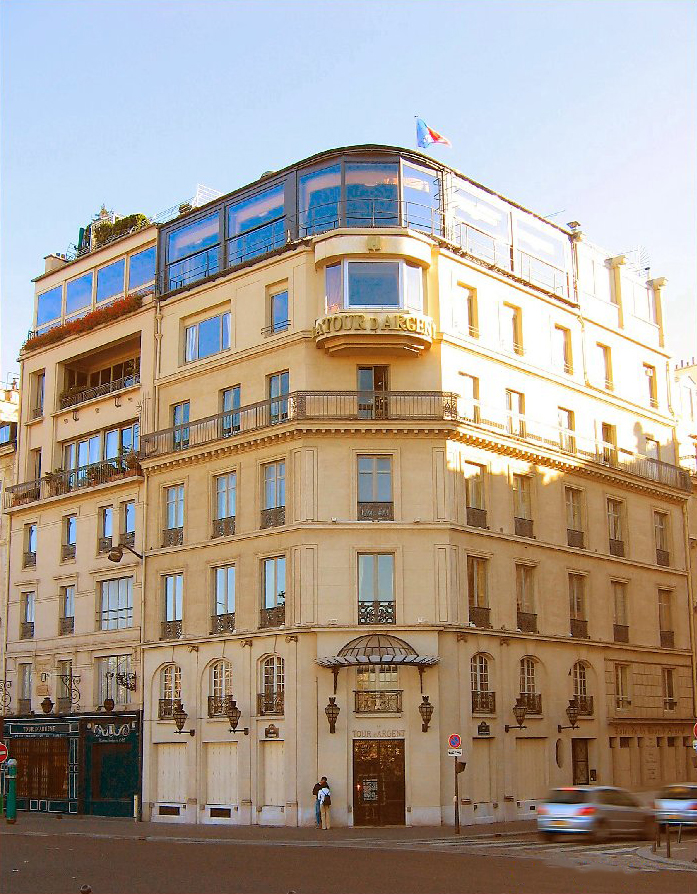
银塔餐厅

银塔餐厅（法語：La Tour d'Argent），是位于法国巴黎第五区的一家星级法式餐厅。银塔餐厅自称是在1582年建立的，国王亨利四世曾是餐厅的常客，是巴黎最古老的餐厅之一。
银塔餐厅地理位置优越，在巴黎左岸塞纳河畔托內爾碼頭15-17号，正对圣路易岛，可观巴黎圣母院全景。银塔餐厅的招牌菜是「血鸭」，每一只鸭子都有其独一无二的编号，至2003年已卖出超过一百万只鸭子。

## 银塔餐厅历史

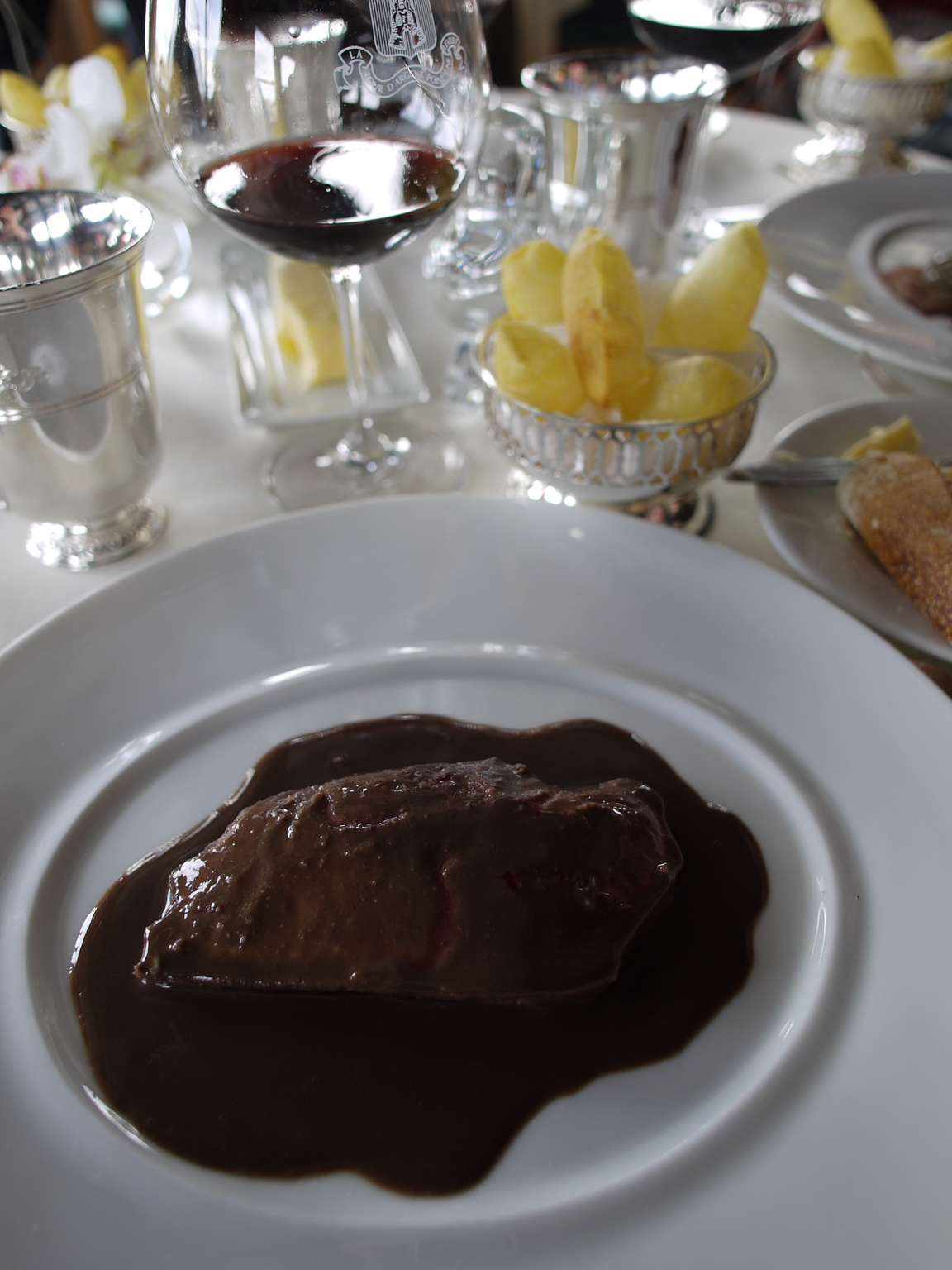
銀塔餐廳招牌「血鴨」

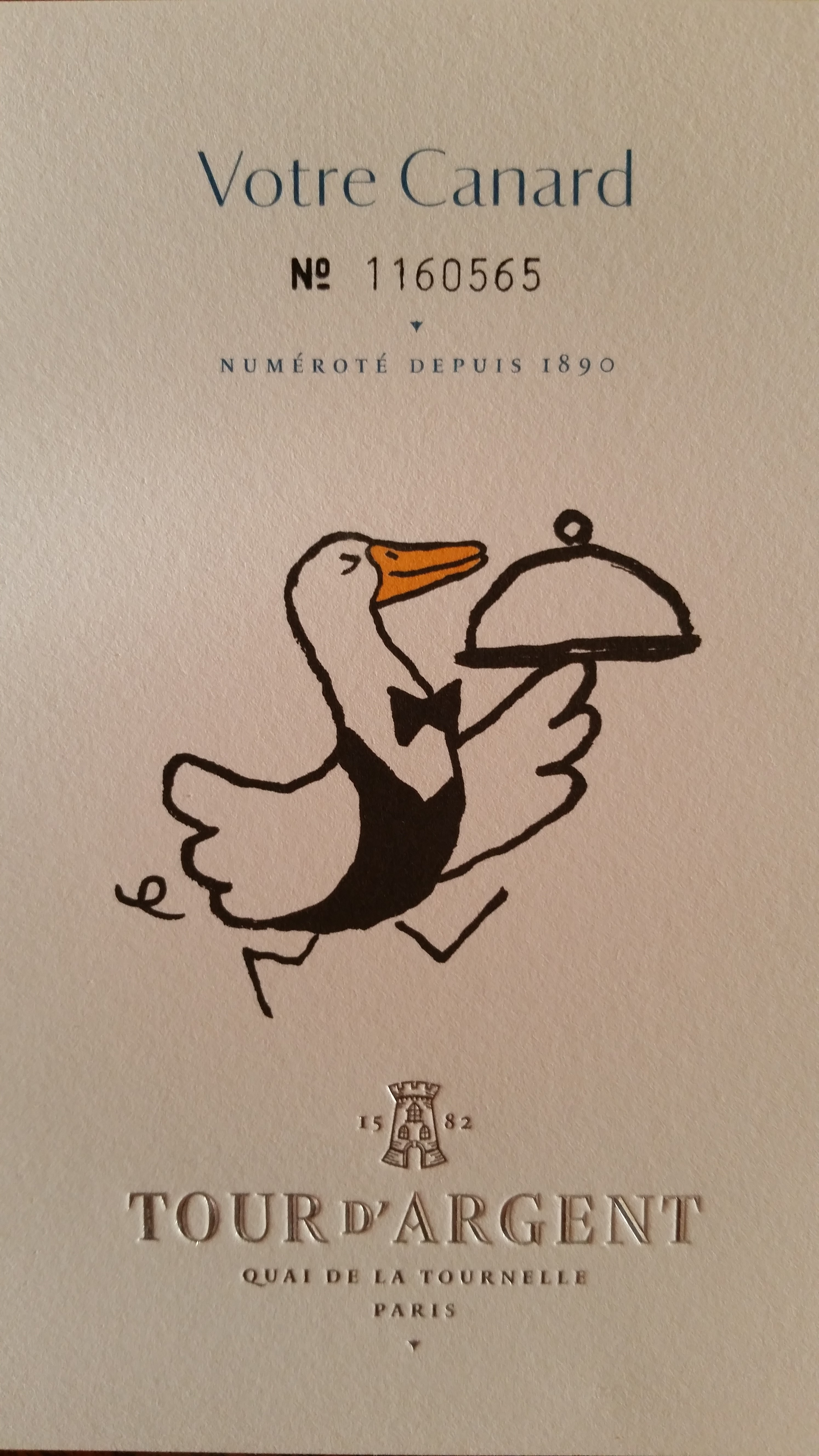
銀塔鴨的編號證書

银塔餐厅自称是在1582年建立的，其官方版本中所描述餐厅历史与国王权贵密切关联。比如亨利四世打完猎后，经常会到这家餐厅品尝鲜美的炖鸡和馅饼；同样的版本，十七世纪，路易十四和他的王臣们经常从凡尔赛宫赶到巴黎来银塔品尝美食；以及至18世纪，银塔餐厅已经成为法国美食的代表之一；直到大革命期间餐厅被迫关闭。
然而并没有任何其他历史纪录或者相关文献记载这段历史。这片河岸在1650年治理之前还是一片滩涂，经常被河水淹没，终年覆盖者淤泥。 而且在1824年的外国人在巴黎的导游册也没有提及银塔餐厅，它没有出现在当时主要餐馆名录列表。
据记载，1852年，塞纳河岸托內爾碼頭15号是一个铁匠铺，17号是理发馆和木材商。直到1860年的旅行指南才写道：「巴黎圣母院和植物园之间的这一地段，有一家叫做“银塔”的廉价小旅馆，对面是一个游泳学校……」。
而1867年的对这一地点的描述里则写道：「银塔餐厅，权贵聚集地……还以为这里只是歌舞表演，进去后发现这里其实是一家不错的餐厅……」
今天银塔的招牌菜是鸭子，料理方式有很多种，并且每一只都有独一无二的编号。1890年，弗雷德里克·迪萊爾（法語：Frédéric Delair）重新开業，并且发明了著名的银塔鸭的编号仪式。

### 安德魯·特瑞爾
1911年，安德魯·特瑞爾（法語：André Terrail）从弗雷德里克·迪萊爾手中买下银塔餐厅，第一次世界大战期间餐厅关闭。他的儿子克勞德于1917年12月4日在巴黎出生。
1918年，他决定将餐厅现代化，聘用了埃及国王前主厨弗朗索瓦·列斯皮納斯（法語：François Lespinas）掌勺。后来餐厅已成为全球美食烹饪的典范，受到众多名流追捧。
1922年，安德魯购买相邻建筑单位，合併了15号和17号，并于1936年添加了六楼的大落地窗。从餐厅可以观西岱岛全景、塞纳河和巴黎圣母院。
1928年，安德魯在巴黎八区香榭丽舍大道乔治五世地段建造了乔治五世酒店，这是巴黎和世界最豪华的酒店之一。1933 年，银塔餐厅获得著名的米其林三颗星。1936年6月，其19岁的儿子克劳德开始在餐厅當领班。
1940年，二次世界大战期间纳粹人员占领了餐厅。餐厅的主人绞尽脑汁隐藏酒窖，没有让德军发现。

### 克勞德·特瑞爾
1947年，希望成为演员的克勞德·特瑞爾（法語：Claude Terrail）繼承父业成为银塔餐厅的主人。他把自己的演艺才华应用到餐厅的日常管理和迎宾艺术中，克勞德热情好客，具有优雅迷人的外表和一流的口才。皇室、国家元首、政界名流、明星、作家、艺术家都成为他的嘉宾。包括日本裕仁天皇、英国女王伊丽莎白二世，美国总统约翰·肯尼迪、奥逊·威尔斯、约翰·韦恩、埃罗尔·弗林、艾娃·加德纳、玛丽莲·梦露等。
在克勞德的努力下，银塔餐厅的酒窖藏酒达到了450,000瓶之多。他内国外市场进行收购和拓展生意版图，比如纽约、东京。1980年克劳德获得法国荣誉军团勋章。他的儿子安德魯（与祖父同名）出生。
1982年，银塔餐厅庆祝400年。1984年，建立了在日本东京银塔饭店。
1996年，克勞德·特瑞爾被米其林指南深深地伤害了自尊，被剥夺了米其林三星的评鉴。米其林指南总监Claude Lebey指出； 自从1933年获得三星评鉴，相对于其竞争对手，三十多年来安于现状，固守傳統，菜色鮮有推陳出新；很多客户也抱怨菜式与它的地位和价格级别不相称。
1997年，克勞德·特瑞爾撰写回忆录，用文字图片记叙银塔往事。2003年4月29日，银塔餐厅已经卖出了一百万只鸭子，克勞德和 他的儿子安德魯一起为第一百万号鸭子出炉举行了盛大的庆典。
在2006年的禽流感危机中，银塔失去了米其林指南的二颗星评鉴，仅剩一颗星。克勞德因中风而失明，于2006年6月1日去世，享年88岁。他用50年的時間成就了银塔在法国美食界的不朽地位。

### 小安德魯·特瑞爾
2006年，26岁的小安德魯·特瑞爾继承了银塔餐厅，成为150人的集团掌舵人。掌勺是名厨Stéphane Haissant.
2007年，随着以银塔餐厅为背景的皮克斯经典动画《料理鼠王》在世界范围的热映，银塔一跃再度成为全球热门餐厅，迎来了新世纪的第二春。

## 附属机构

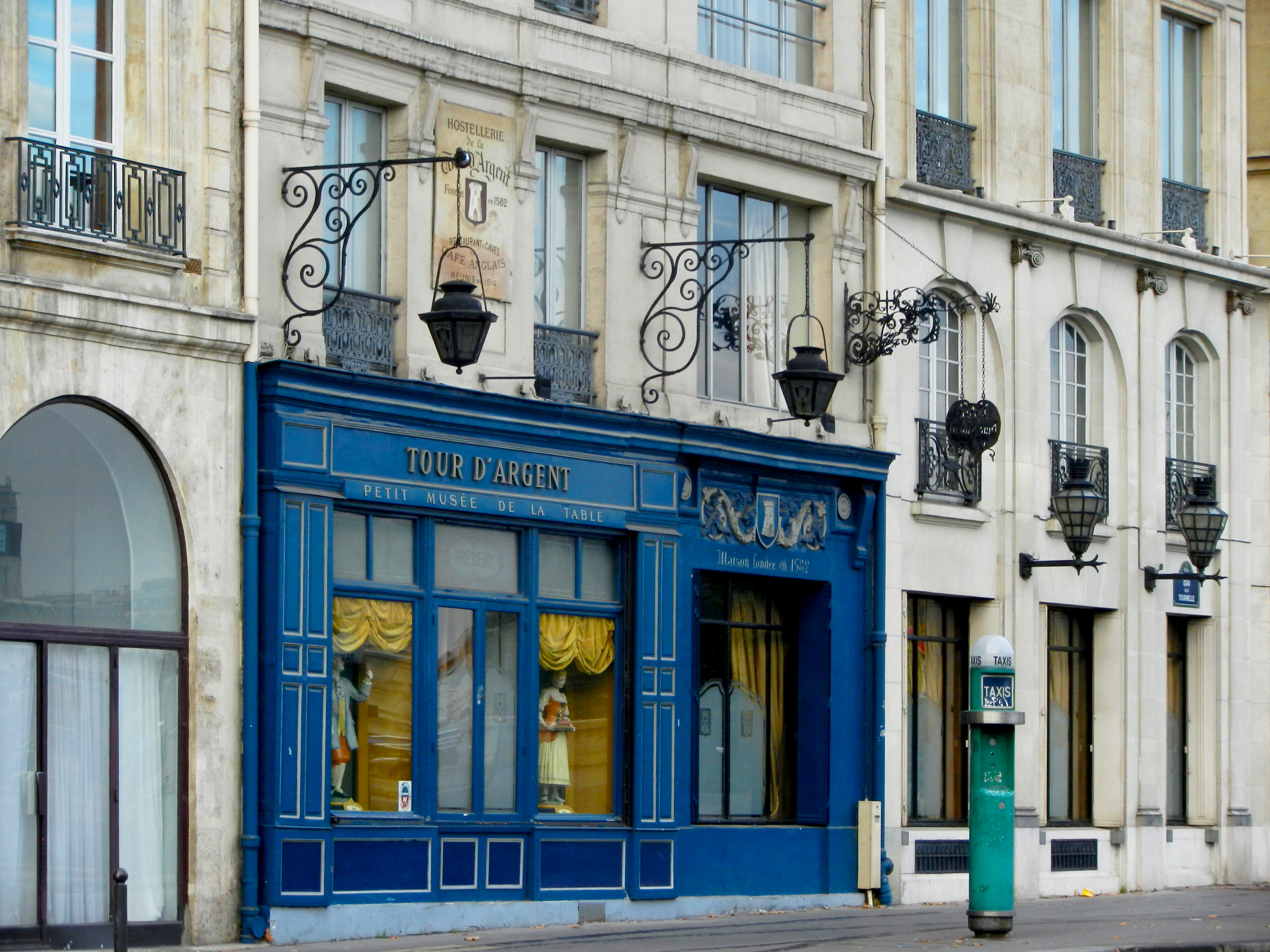
銀塔餐廳博物館

- 1860：巴黎银塔餐厅 - 6楼；银塔餐厅博物馆 - 1楼
- 1984： 日本东京银塔饭店
- 1985： 银塔纪念品店 － 银塔餐厅对面
- 1989： 餐厅La Rôtisserie du Beaujolais － 纪念品店旁边